# Józef Lipkowski (pallotyn)

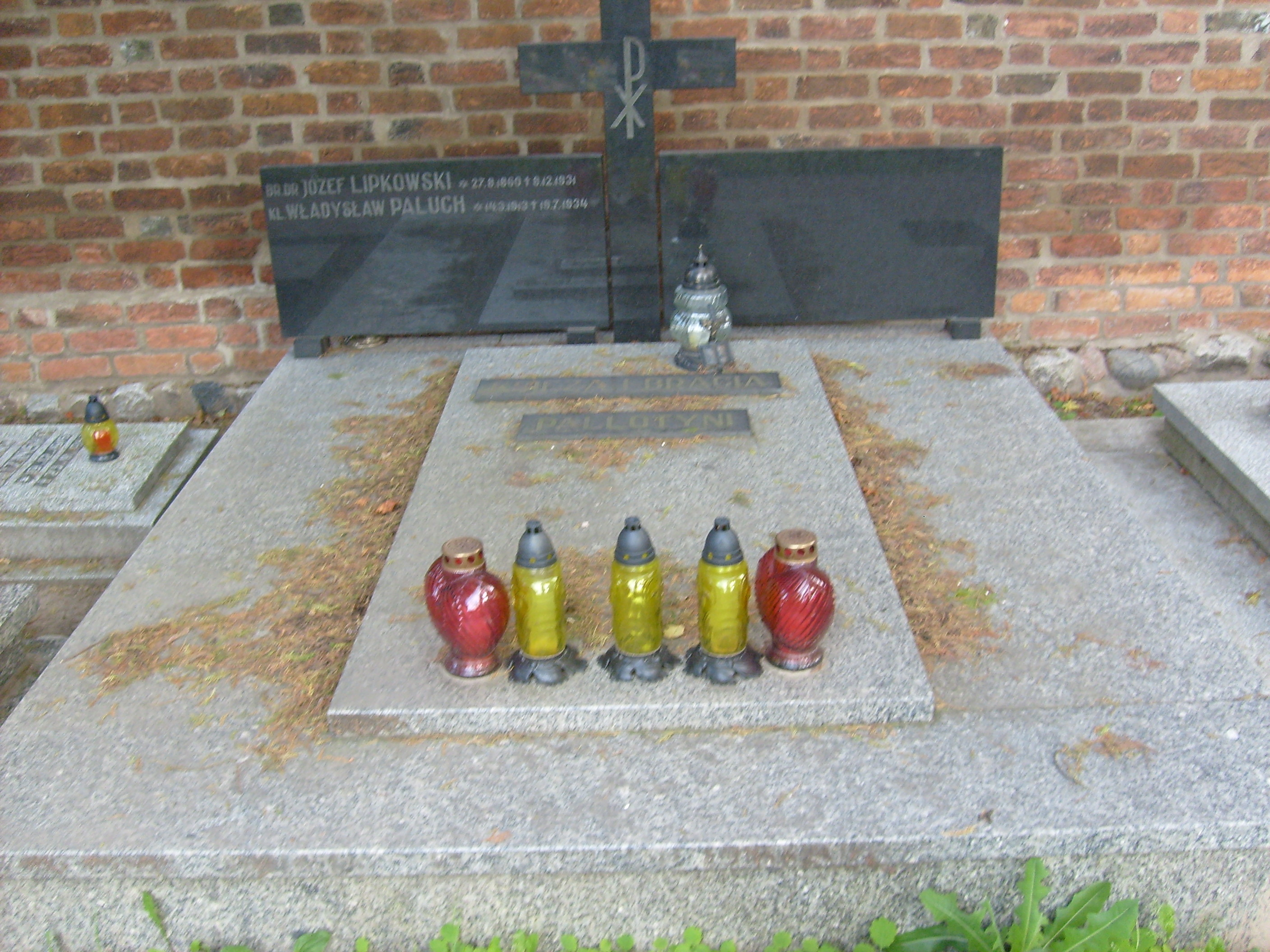
Grób brata Józefa Lipkowskiego na cmentarzu w Chełmnie (Fot. Anna Grzeszna - Kozikowska)

Józef Lipkowski (ur. 27 sierpnia 1860 w Żytomierzu, zm. 9 grudnia 1931 w Chełmnie nad Wisłą) – lekarz, brat pallotyn.

## Życie świeckie
Józef Lipkowski urodził się 27 sierpnia 1860 w Żytomierzu na Wołyniu, w rodzinie szlacheckiej herbu Brochwicz jako syn Leona i Barbary z domu Kossowskiej. 
Nauki gimnazjalne pobierał od dwunastego roku życia, najpierw w Żytomierzu, a potem w Rydze. Po zdaniu matury zapisał się na medycynę w Dorpacie. Przedtem jednak musiał przełamać trudności stawianych mu ze strony krewnych, którzy medycynę uważali za rodzaj rzemiosła, co według nich nie odpowiadało stanowi szlacheckiemu. Lipkowski lata uniwersyteckie uważał później, gdy wstąpił do pallotynów, za najciemniejszą kartę w swoim życiu. Opowiadał z zażenowaniem o komersach, o pijaństwie, o rozwiązłym życiu, o sporach pomiędzy korporacjami i o pojedynkach.
Lipkowski medycynę ukończył w roku 1886. Następnie objechał niemal całą Rosję europejską zyskując uznanie. Najpierw praktykował w Baku, potem w Żytomierzu, Petropawłówce, Tule, Bielawie, na Krymie, w Iwankowie. W latach 1897–1898 studiował w Moskwie chirurgię i okulistykę. Następnie znów pracował w Aleksiejówce, w Orłów-Gaj, w guberni samarskiej niedaleko Wołgi, potem w stanicy Urupskiej, w kraju Kozaków Dońskich, w Kutaisie na Kaukazie. Następnie w Wiedniu odbył dalsze studia specjalistyczne – z zakresu chorób skóry. 
Powrócił do pracy w Rosji, w Izmaile nad Dunajem. Chciał tam pozostać dłużej, lecz plany pokrzyżowała śmierć jego żony w 1908. Józef Lipkowski wspominał: 

Teraz nastąpiła pustka, straciłem ochotę do pracy, bo dla kogo mam się trudzić? Dzieci nie mieliśmy, więc pozostałem zupełnie sam. Żenić się w tym wieku (czterdzieści osiem lat) nie było sensu. Przy tym sumienie mnie niepokoiło: na parę tygodni przed śmiercią żona mi mówiła: «Ty, jako doktor, wiesz jaki stan mój, nie dozwól mi zatem umrzeć bez księdza, jak będziesz widział, że stan zdrowia mego groźny, zaraz go przywołaj» – «Dobrze, dobrze» – powiedziałem. Ale przywykłem do życia lekkiego, choć w Boga wierzyłem, nie stał On u mnie na pierwszym miejscu, jak być powinno, a przy tym, w samej rzeczy, śmierć nastąpiła niespodziewanie, nie myślałem, że tak prędko umrze – a jednak męczyłem się bardzo tą myślą, że obowiązku swego nie spełniłem. Gdy tak biedziłem się z mymi myślami, jakby Bóg sam poddał mi myśl zbawienną – jak gdyby ktoś przemówił do mnie: «wstąp do klasztoru». Że też mi to dawniej na myśl nie przyszło. W klasztorze odnajdę ten spokój i to prawdziwe szczęście, którego na świecie na próżno szukałem, w klasztorze też łatwiej mi będzie przebłagać Boga za życie moje lekkomyślne i łatwiej dla żony pomoc uproszę.

.

## Życie jako brat pallotyn
Do Stowarzyszenia Apostolstwa Katolickiego (księży pallotynów, wtedy nazywającego się Pobożnym Stowarzyszeniem Misyjnym – PSM) po długich staraniach i cierpliwym oczekiwaniu został przyjęty w 1909. Pallotynów poznał przez lekturę „Królowej Apostołów” . Sprzedał swój dom w Izmailu i przyjechał do Wadowic na Kopiec. Sutannę pallotyńską otrzymał 27 stycznia 1910 w Jajkowcach z rąk ks. Alojzego Majewskiego. Br. Lipkowski pierwszą profesję złożył 27 stycznia 1912, a wieczną 27 stycznia 1915. Ksiądz Alojzy Majewski chciał go skierować do kapłaństwa, ale tak przed nowicjatem, jak w nowicjacie, br. Lipkowski odmawiał. Jak mówił, czuł się „niegodnym piastowania takiego zaszczytu”.
W Wadowicach pomagał ks. Majewskiemu redagować pallotyńskie czasopisma (m.in. „Królową Apostołów”). Był administratorem i korektorem czasopism. Pracował też jako nauczyciel w klasach wśród wychowanków Collegium Marianum, wykonując przy tym w dalszym ciągu swoją praktykę lekarską w owym zakładzie. Nazywano go „Brat Doktór” . Ks. Alojzy Majewski podkreślał w biografii Lipkowskiego jego dobroć połączoną z niebigoteryjną pobożnością, co owocowało szczerym altruizmem.
Pod koniec życia br. Józef Lipkowski pełnił funkcję furtianina w pallotyńskim domu w Chełmnie, gdzie zmarł 9 grudnia 1931, i tam został pochowany.